# 90818 Daverichards
90818 Daverichards è un asteroide della fascia principale. Scoperto nel 1995, presenta un'orbita caratterizzata da un semiasse maggiore pari a 2,7289154 UA e da un'eccentricità di 0,1033532, inclinata di 8,68380° rispetto all'eclittica.